# MEASAT
MEASAT Satellite Systems Sdn. Bhd, anteriormente denominado de Binariang Satellite Systems Sdn. A Bhd é um operador de satélite de comunicações da Malásia, que possui e opera os satélites MEASAT (Malaysia East Asia Satellite).
Atualmente, a rede de satélites MEASAT consiste em quatro satélites geoestacionários concebidos e construídos pelas empresas Boeing Satellite Systems e Orbital Sciences Corporation. O MEASAT-2 (Africasat 2) foi lançado em 1996, o MEASAT-3 em 2006, o MEASAT-3A em 2008 e o MEASAT-3B em 2014.
Os satélites MEASAT-1 e 2 ambos foram projetados para fornecer 12 anos de serviços de televisão direta ao usuário, na Malásia e serviços de comunicações gerais na região da Malásia à Filipinas e de Pequim a Indonésia. Com o lançamento do MEASAT-3, a cobertura se estendeu ainda mais para uma área que abrange 70% da população do mundo.

## Satélites
| Satélite     | Fabricante                            | Data do lançamento      | Veículo de lançamento | Estado        | Nota                                    |
| ------------ | ------------------------------------- | ----------------------- | --------------------- | ------------- | --------------------------------------- |
| MEASAT-1     | Hughes                                | 13 de janeiro de 1996   | Ariane 44L            | Inativo       | Também conhecido por Africasat 1        |
| MEASAT-2     | Hughes                                | 13 de novembro de 1996  | Ariane 44L            | Ativo         | Também conhecido por Africasat 2        |
| MEASAT-3     | Boeing                                | 11 de dezembro de 2006  | Proton-M/Briz-M       | Ativo         |                                         |
| MEASAT-3A    | Orbital Sciences Corporation          | 21 de junho de 2008     | Zenit-3SLB            | Ativo         | Ex MEASAT-1R                            |
| MEASAT-3B    | EADS Astrium Airbus Defence and Space | 11 de setembro de 2014  | Ariane 5 ECA          | Ativo         | Também conhecido por Jabiru 2           |
| MEASAT-3C    | Lockheed Martin                       | Planejado para 2015     | Ariane 5 ECA          | Em construção | Também conhecido por Jabiru 1           |
| MEASAT-4     | ISRO (Antrix)                         | ?                       | ?                     | Ordenado      |                                         |
| MEASAT-5     | Space Systems/Loral                   | 11 de agosto de 2005    | Ariane 5GS            | Ativo         | Também conhecido por iPStar e Thaicom 4 |
| Africasat 1a | Orbital Sciences Corporation          | 07 de fevereiro de 2013 | Ariane 5ECA           | Ativo         | Também conhecido por Azerspace 1        |

## Ver Também
- Africasat (satélite)